# Jacob Aagaard
Jacob Aagaard (* 31. července 1973, Hørsholm, Dánsko) je skotský šachový velmistr pocházející z Dánska. Jeho největší úspěchy pocházejí ze skotských mistrovství, ve kterých se pravidelně umisťuje na předních pozicích. V roce 2004 obsadil druhé místo, v roce 2005 vyhrál, ačkoliv titul nakonec nemohl získat kvůli tomu, že v té době ještě nebyl britským občanem. V roce 2012 si však vše vynahradil, když se skóre 7/9 celé mistrovství ovládl a stal se skotským mistrem.
Mimo aktivní hraní se věnuje také publikování knih v šachovém nakladatelství Quality Chess, které částečně vlastní.